# Белорусская готика
Белорусская готика (бел. беларуская готыка) — разновидность кирпичной готической архитектуры, построенной в XV―XVI веках (преимущественно в первой половине XVI века) в регионах нынешней Беларуси, восточной Польши, а также западной Украины. Для белорусской готики характерно гармоничное соединение черт готики и ренессанса, традиций древнерусского монументального зодчества и влияний русско-византийского стиля, что обогатило, придало её памятникам неповторимый колорит и художественную ценность. Для белорусской готики характерны, как и для кирпичной готики, с одной стороны, отсутствие скульптурных украшений, которые невозможно выполнить из кирпича, и, с другой стороны, богатство орнаментальных деталей кладки и структуризация плоскостей за счёт чередования красного либо глазурованного кирпича и известковой побелки стен.

## История понятия
Впервые концепцию белорусской готики выдвинул в 1920-е гг. белорусский искусствовед Н. Н. Щекотихин в своём произведении «Очерки из истории белорусского искусства», её поддержали Н. И. Касперович, А. Р. Янкявичене, Т. В. Габрусь, А. Н. Кушнеревич. Щекотихин, в отличие от предшественников, польских и российских исследователей, рассматривает «белорусскую церковную готику» как итог художественного творчества одного народа, а не только как материальную основу противоположных «российско-польских клерикально-шовинистических позиций», и акцентирует внимание на национальных корнях этого культурного явления.
В своей искусствоведческой концепции Н. Щекотихин придерживался теории последовательного прогрессивного развития архитектурных форм на основе заимствованного первообраза, в итоге преувеличивал влияние на местное храмовое строительство немецкой готики, что было естественным при научных концепциях, доминировавших в европейском искусствоведении того времени. Современные исследования свидетельствуют, что влияние немецкой готики было, безусловно, существенным, но не единственным и совершалось, скорее всего, через замковое строительство. По мнению исследователя, генезис 4-башенных православных церквей белорусской готики осуществлялся таким образом: архитектура двухбашенного костёла Святой Анны повлияла на архитектуру более позднего виленского костёла бернардинцев с тремя башнями по углам, а тот — на формирование четырёхбашенных композиций оборонительных церквей Беларуси, которые и стали квинтэссенцией самобытности белорусской готики. Очевидно, что во главу угла исследователями ставилось постепенное количественное увеличение башен, без учёта их функциональной специфики, художественной стилистики и хронологии возведения этих строений. Некоторые неточности исследований Т. Габрусь объясняет недостаточными знаниями насчёт датирований и количества памятников белорусской готики.
Немногочисленные историко-архитектурные исследования послевоенного времени (Ю. Егоров, М. Кацар, А. Митятин, В. Чантурия), большей частью затрагивали объекты белорусской готики, отбросив при этом памятники Вильнюса, в основном повторяли концепцию Н. Щекотихина. На границе 1960—1970-х гг. круг исследованых памятников архитектурной готики Великого княжества Литовского значительно расширили труды московской исследовательницы Е. Д Квитницкой и ряда литовских исследователей, таких как А. Янкавечне, В. Дрема.

## История
Определённые аналоги романско-готических форм, такие как килевидные арки и многочисленные раскрепованные лопатки можно увидеть в витебской Благовещенской церкви, полоцких Спасо-Преображенской церкви и Борисоглебской церкви Бельчицкого монастыря XII века, что по времени точно соответствует появлению первых готических форм в архитектуре Западной Европы.
По причине удалённости региона от очага возникновения и расширения готического стиля, отличительных политических обстоятельств формирования государственности, а также преимущественно православной, а не католической конфессиональной ориентации основной массы населения страны становление готики в её культовой архитектуре происходило со значительным опозданием и в чрезвычайно своеобразных формах, обусловленых господством тут на предыдущем этапе византийских архетипов.
Проникновению форм западноевропейской готической архитектуры, в первую очередь — из Италии, Германии, в Великое княжество Литовское способствовали социально-политические и экономические обстоятельства. Это произошло в конце XIV века с официальным крещением Литвы в католицизм, деятельность нищенских монашеских орденов францисканцев и бернардинцев, а также ганзейских торговцев. Первые готические каменные костёлы были возведены в крупнейших городах государства — Вильно (костёлы Святого Николая, бернардинцев и Св. Анны — и Ковно («фара Витовта»), который по Неману имел развитые торговые отношения с землями Северной Германии, поэтому в них наблюдается выразительное влияние немецкой готики, что и отмечает большинство исследователей.
- «Немецкая» готика в Литве
- Костёл Святого Николая в Вильнюсе (1382—1387)
- Костёл бернардинцев в Вильнюсе (около 1490)
- Костёл Святой Анны в Вильнюсе (1495—1500)
- Фара Витовта в Каунасе (около 1400)

На территории современной Беларуси первые каменные храмы в стиле готики построены в XV в. (костёлы Иоана Крестителя во Вселюбе, Св. Троицы в Ишколди, Всех Святых в Новогрудке, Св. Петра и Павла в Ивье. На границе XV-XVI вв. элементы готики проникли в православное храмостроительство, переплелись с традиционной византийской объёмно-пространственной структурой церквей, что определило художественную характерность и уникальность местной готики (церкви-крепости в Супрасле, Сынковичах, Мурованке, Борисоглебская церковь в Новогрудке). Архитектурные особенности готики (стрельчатые арки и нервюрные своды) присутствуют в это время в замковой архитектуре Беларуси (Мирский и Новогрудский замки). Со 2-й четверти XVI века готика становится оппозиционным стилем католического храмостроительства против движения реформации. Наиболее выразительные черты готики сохранил костёл Михаила Архангела в Гнезно (1527 г.). В начале XVII в. в католическом искусстве распространился стиль барокко, однако элементы готики, такие как контрфорсы присутствовали в архитектуре костёлов до середины XVII в..

## Особенности
Храмовые постройки были возведены из красного брускового кирпича (средний размер кирпича составляет 26 — 32×13 — 16×7 — 9,5 см) в технике готической кладки (кроме храма рождества Богородицы в Мурованке) где использована ренессансная кладка — чередование в одном ряду нескольких тычков. Объёмы построек тут решены скульптурно, с прорисовкой линий, архитектурный декор играет тут второстепенную роль (Ишколдь). Основные декоративные элементы — обрамления порталов и оконных проёмов, разнообразные по рисунку ниши и аркатура (Новогрудок. В оконных и дверных проёмах использована стрельчатая арка с малой стрелой подъёма (Новогрудок, Сынковичи, Супрасль, Кодень. Нередко завершения проёмов и порталов имели не специфическую для готики стрельчатую, а полуциркульную форму. травеи нефов перекрыты нервюрными, а также кристаллическими сводами разнообразной конфигурации (встречаются во всех памятниках). В целях разгрузки стен используются контрфорсы (Новогрудок, Сынковичи, Кодень), торцы двускатной крыши закрыты остроконечными щипцами (встречается во всех памятниках).
Во всех православных церквях используется архитектурный тип так называемой зальной базилики, где все нефы имеют одинаковую высоту. Кроме относительной простоты исполнения этот тип в большей мере отвечает православному мировосприятию и литургической практике, хотя для зодчества Мазовии, чьё влияние выразительно присутствует в этих памятниках, зальный тип получил наименьшее распространение. Но, когда зальные базилики костёлов, даже относительно небольших (в два или три прясла), подчинены принципу удлинённо-осевой пространственной организации, то в православных церквях зал строится как центричное пространство.
Для католических были характерны следующие типы храмов: трёхнефный безбашенный (Ишколдь, Ивье), одностолбный безбашенный (Вселюб), однонефный однобашенный (Гнезновский костёл Святого Михаила Архангела, Деревновский костёл Благовещенья. Однонефные храмы с башнями—колокольнями на главном фасаде представляют собой монументально-компактные объёмы, укреплённые контрфорсами, контрастировали с высокими ярусными вертикальными башнями, придававшими строениям черты динамической асимметрии.
Про существенное влияние архитектуры Мазовии на белорусскую готику свидетельствует ряд характерных примет — строительных приёмов. Для мазовецкого зодчества характерно использование в отделке внешней поверхности стен спаренных ниш, вписанных в полуциркульную нишу; при этом внутренняя поверхность ниши выбелена, а за её границами — кирпичная неоштукатуренная стена, благодаря чему создаётся яркий контраст красного и белого, имеющий место в Сынковичах, Мурованке и других памятниках. В Мазовии кроме этого, используется поребрик (щит фасада костёла в Плоцке). Аналогичную деталь мы видим в цоколе Мурованковской церкви-крепости. Мазовецкий костёл Ломже имеет крупный рисунок нервюра в центральном нефе и более мелкий в боковых, что позволяет провести параллель с конструкциями сводов храма в Мурованке.
Настоящие готические элементы в памятниках белорусской готики представлены относительно «скромно». Тут нет смелых конструктивных решений, характерных для масштабных соборов Франции, Англии, Германии, где доминантой, как правило, является широкий освещённый центральный неф, который поддерживается снаружи аркбутанами, опирающимися на контрфорсы. Отсутствие аркбутан связано с тем, что в зальном типе постройки распор центрального нефа передаётся на боковые, равные ему по высоте. Проблема освещения постройки решается посредством использования окон в стенах южного и северного фасадов.
Основной общей приметой белорусской сакральной готики с общеевропейской является наличие в системе перекрытия построек нервюрных сводов (крестовых и звёздчатых). Как и в других странах кирпичной готики, нервюры исполнялись из фасонных кирпичей, а не из камня. Их меньшая прочность ограничивала величину пролётов сводов, что приводило к уменьшению сетки нервюр, способствовавших использованию звёздчатых, а позднее и сотовых (либо кристаллических) готических сводов. В последних нервюрный каркас заполнен похожими на кристалл трёхгранными пирамидками, имеющими собственную внутреннюю пространственную жёсткость. Проявлением позднеготического декора сводов является сетчатый ромбовидный рисунок нервюр. С начала XVI века в архитектуре каменных костёлов, вместе с формами и конструкциями готики, начинают ощущаться влияния возрождения.

## Памятники белорусской готики
Из известных на сегодняшний день на территории современной Беларуси памятников каменного католического храмостроительства наиболее ранним образцом готики является в своей аутентичной основе костёл Святого Иоана Крестителя в селе Вселюб, основанный в первой половине XV века. Первоначальный вид вселюбского костёла значительно изменён многочисленными перестройками в XVI—XX вв. Первоначально он состоял из основного прямоугольного в плане объёма, и более низкой пятигранной апсиды значительных размеров. С северной стороны к пресвитерию прилегала небольшая сакристия с односкатной крышей, перекрытой нервюрными звёздчатыми сводами. Основной объём был накрыт высокой двускатной гонтовой кровлей, отделённой от вальмовой крыши над апсидой каменным фронтоном. Высокий каменный щипец на главном фасаде украшали три высокие стельчатые арочные ниши. Похожие очертания имели и оконные проёмы. Всего в строении было пять окон: два окна размещались на южном, одно — на северном фасадах, ещё два — на торцовой и южной гранях апсиды. На главном западном фасаде асимметрично относительно центральной оси находилась полуциркульная арочная ниша.
- Реконструкция плана костёла до перестройки
- Современный вид Костёла Св. Иоана Крестителя в селе Вселюб. Башня-колокольня была достроена в 1897 году

Следующим шагом в развитии каменного католического храмостроительства является Троицкий костёл в Ишколди, построенный до 1471 г. Архитектоническая композиция ишколдского костёла представляет собой более совершенную интерпретацию центральноевропейских готических форм.
Ишколдский костёл представляет собой прямоугольный в плане заловый объём с равновысокой вытянутой пятигранной апсидой пресвитерия с сакристией с северной стороны. В месте присоединения большой двухэтажной сакристии к основному объёму размещён башневидный объём в четверть круга. Основной объём накрыт высокой клиновидной кровлей, равной по высоте стенам сооружения. Уникальными являются готические конструкции кровли, сохраняющие клейма мастеров, аналоги которых можно найти в архитектурных сооружениях Западной Европы, в соседних Польше и Литве. Стены храма в конструктивных узлах укреплены контрфорсами. На главном фасаде угловые контрфорсы поддерживают массивный каменный щипец кровли, могучие склоны которого имеют ступеньчато-пластичные очертания. Плоские полуциркульные арочные ниши на щите выполняют одновременно разгрузочную и декоративную функции.
Внутри пространство основного объёма разделено на три нефа, из которых боковые вдвое уже центрального, но равны ему по высоте. Все травеи, перекрыты крестовыми с нервюрами сводами.
- Троицкий костёл в Ишколди на рисунке Эдуарда Павловича, 1848. Под штукатуркой виден цветной ромбовидный орнамент из тычков пережжёного кирпича[11].
- Своды костёла, 1923
- Современный вид Троицкого костёла в Ишколди
- Костёл в Ишколди со стороны апсиды

Каменное католическое храмостроительство в XVI веке замедлилось. В числе немногочисленных позднеготических католических храмов выделяется костёл Святого Михаила Архангела в Гнезно, отметивший появление в белорусском позднеготическом католическом храмостроительстве элементов ренессанса.
Широкий прямоугольный неф гнезновского костёла завершён с востока трёхгранной алтарной частью. Строение накрыто высокой двускатной кровлей с вальмами над алтарём. Отсутствует перепад высот кровель нефа и алтарной апсиды, что характерно для более ранних готических костёлов. Отсутствие апсиды пресвитерия и сакристии делает гнезновский костёл, несмотря на его значительные размеры, похожим на часовню или на протестантские храмы более позднего времени, которые не имели выделенного алтарного помещения. Кроме того, гензновский костёл изначально имел полуподземную крипту. Тонкие готические стены прорезаны большими перспективными стрельчатыми арочными проёмами окон и укреплены контрфорсами, прямоугольными нишами, равной высоты с окнами, придающими стенам внутреннюю конструктивную жёсткость.
Над стрельчатыми проёмами окон наблюдаются следы распалубок, свидетельствующих о существовании готических сводов. Исследователи считают, что первоначально перекрытия поддерживали шесть опорных столбов, размещённых соответственно внешним контрфорсам. При этом боковые нефы были довольно узкими. Скорее всего, система сводов гнезновского костёла первоначально повторяла архитектонику готического ишколдского костёла.
Многоярусная башня-вестверк присоединена к главному фасаду без перевязки кладки, что свидетельствует о том, что она была возведенена позднее основного объёма, но вскоре после него.
- Костёл на рисунке Наполеона Орды, 1860—1870
- Современный вид
- Главный фасад
- План костёла

Ещё один памятник католического готического храмостроительства XVI в., костёл францисканцев в Ошмянах, сильно потерпел от позднейших перестроек и разрушений. На сегодняшний день сохранились готические нижние части стен в алтарной части храма, включённые в позднейшую классическую постройку.
В Новогрудке (Гродненская область) в первой четверти XVI века был построен собор Св. Бориса и Глеба, который первоначально, до перестроек XVII—XIX вв., являлся трёхнефным двупрясловым с пятигранной одночастной апсидой строением, перекрытым остроконечной кровлей.
- Рисунок церкви со стороны апсиды
- Интерьер, 1930-е
- План церкви

В Сынковичах (Гродненская область, Зельвенский район) в 152-х была возведена церковь архангела Михаила — четырёхстолпное, трёхнефное, трёхпрясловое, зального типа сооружение, перекрытое остроконечной двускатной кровлей, фланкированое четырьмя угловыми башнями, с трёхчастным алтарём полукруглой формы на восточном фасаде.
- Сынковичская церковь
- Сынковичская церковь со стороны апсиды
- Звёздчатые своды правой апсиды храма
- План церкви

В Мурованке (Гродненская область, Щучинский район) в 1530-е — начале 1540-х годов была построена церковь Рождества Богородицы — трёхнефное, трёхпрясловое, с одной полукруглой апсидой зального типа строение, перекрытое остроконечной кровлей и фланкированое четырьмя цилиндрической формы угловыми башнями.
- Мурованковская церковь на рисунке В. Ф. Грязнова, 1874
- Современный вид Мурованковской церкви
- Готические своды
- План церкви

В Вильнюсе (теперь столица Литовской Республики) в этот период было возведено несколько каменных православных церквей. Успенский (Пречистенский) собор (1511—1522) построен на месте одноимённого храма возведённого в XVI в. Это первоначально, до последующих перестроек, трёхнефное, трёхпрясловое, перекрытое остроконечной кровлей, фланкированное четырьмя угловыми башнями, увенчаное над средокрестием куполом, строение зального типа с трёхчастным гранёным алтарём.
- Собор из инвентаря XVII века согласно перерисовки В. Грязнова
- Современный вид Пречистенского собора
- Фрагменты готической кладки апсиды
- Угловая башня

Церковь Святителя Николая (вторая половина 1510-х — начало 1520-х гг.) — первоначально (до перестроек середины XVIII — XX вв.) трёхнефное, трёхпрясловое, зальное сооружение с трёхчастным полукруглым алтарём и квадратной в плане башней-колокольней, прилегающей к юго-западному углу, перекрытое остроконечной кровлей, на коньке которой размещалась деревянная главка.
Церковь святой Троицы (вторая половина 1510-х — начало 1520-х), первоначально, до перестроек XVII — XIX вв., представляла собой традиционный для Беларуси храм-крепость. Церковь представляла собой трёхнефную, шестистолпную, трёхпрясловую, зальную постройку с трёхчастным полукруглым алтарём, накрытую остроконечной кровлей с деревянной главкой на коньке, по углам фланкировалась четырьмя башнями. По верху и в башнях были прорезаны бойницы. Типологически церковь святой Троицы в Вильнюсе ближе всего к церкви-крепости в Сынковичах, которая согласно ряду архитектурно-художественных характеристик, была возведена теми же мастерами почти одновременно с ней (но, вероятно, позже) в начале XVI в. Также они, возможно имели одного фундатора — Константина Острожского. Основными аргументами в пользу этого является аналогичное решение алтарных частей этих храмов и наличие аркатурного пояса вокруг восточных башен и алтарных апсид на уровне цоколя сооружений.
На границе XVI и XVII веков церковь была удлинена вперёд. Первоначальный главный фасад с двумя боковыми башнями был разобран, вместо него был пристроен бабинец с хорами над ним. Слева пристроена сакристия, а справа — часовня Святого Луки. С 1760 года на протяжении целых 25 лет храм и весь монастырь перестраивались в стиле барокко согласно проекту Иоганна Кристофа Глаубица. Во времена Российской империи, монастырь базилиан прекратил своё существование. После того, как в 1845 году уже полностью заброшеный монастырь было решено передать Русской православной церкви, храм изведал практически полную перестройку в стиле историзма.
- Интерьер апсиды
- Апсидная часть

В Супрасле (теперь Республика Польша, Подляское воеводство) в 1503—1510 гг. был построен Благовещенский собор — Трёхнефное, трёхпрясловое, зально-купольное сооружение с гранёной апсидой, квадратным в плане бабинцем (пристроен в XVII в.), высокой двускатной кровлей и четырьмя цилиндрическими угловыми башнями. В 1944 г. был подорван отступающими немецко-фашистскими войсками. В 1998 г. к 500-летнему юбилею монастыря храм был целиком восстановлен в соответствии с первонаначальным обликом, зафиксированным исследователями начала XX в.
- Современный вид церкви в Супрасле
- Благовещенская церковь со стороны апсиды
- Своды церкви
- План церкви

В Кодене (теперь Республика Польша, Люблинское воеводство) в 1530-х гг. была построена церковь Святого Духа — трёхнефное, трёхпрясловое, четырёхстолпное строение, перекрытое двускатной остроконечной кровлей, с одночастной полуциркульной апсидой.
- Современный вид церкви Св. Духа в Кодене
- Церковь Св. духа со стороны апсиды
- План церкви

Архитектурные формы, конструкции и строительная техника готики наиболее характерны для замкового зодчества XVI—XVII вв. (Гродненский Старый замок, Новогрудский замок, Мирский замок). В деревянном зодчестве отдельные элементы готики сохранялись до XVIII в..
- Мирский замок
- Северо-восточная башня Мирского замка
- Юго-западная башня Мирского замка
- Въездная башня Мирского замка
- Въездная башня со стороны внутреннего двора

На Волыни данный стиль также был распространён преимущественно благодаря фундациям князей Острожских и Чарторыйских. Среди известных построек стоит выделить Луцкий замок, Зимненский монастырь, Свято-Троицкий Межиричский монастырь, а также Богоявленскую церковь в Остроге.
- Богоявленская церковь
- Успенская церковь Зимненского монастыря
- Луцкий замок